# مطهر

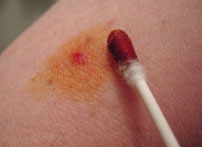

مبيدات الجراثيم أو المطهرات هي المواد التي يتم تطبيقها على الكائنات غير الحية لتدمير الكائنات الحية الدقيقة التي تعيش على الكائنات. التطهير لا يقتل بالضرورة جميع الكائنات الدقيقة، وخصوصا الجراثيم البكتيرية فهي غير مقاومة لها، وإنما هي أقل فعالية من التعقيم، وهي العملية الكيميائية التي تقتل كل أنواع الحياة. المطهرات تختلف عن غيرها من العوامل المضادة للجراثيم مثل المضادات الحيوية التي تدمر الكائنات الحية الدقيقة داخل الجسم، والمطهرات التي تدمر الكائنات الحية الدقيقة في الأنسجة الحية. المطهرات هي أيضا مختلفة من المبيدات—يقصد بالمبيدات لتدمير كل أشكال الحياة، وليس فقط الكائنات الحية الدقيقة.
المطهرات هي المواد التي تنظف وتعقم في نفس الوقت.
الأبواغ البكتيرية هي الأكثر مقاومة للمطهرات، ولكن بعض الفيروسات والبكتيريا تمتلك أيضا بعض التسامح.
وكثيرا ما تستخدم المطهرات في المستشفيات، وعيادات الأسنان، والمطابخ، والحمامات لقتل الكائنات المعدية.
يمكن أيضًا استخدام المطهرات للقضاء على الكائنات الحية الدقيقة الموجودة على الجلد والأغشية المخاطية، فقد ذُكرت الكلمة في القاموس الطبي تاريخيًا، وتعني ببساطة المادة التي تقضي على الميكروبات.
المعقمات هي مواد تنظف وتطهر في نفس الوقت. تقتل المطهرات جراثيم أكثر من المعقمات. كثيرًا ما تستخدم المطهرات في المستشفيات وعيادات الأسنان والمطابخ والحمامات لقتل الكائنات المعدية. تعتبر المعقمات خفيفة مقارنةً بالمطهرات وتستخدم بشكل رئيسي لتنظيف الأشياء التي تلامس الإنسان بينما تكون المطهرات مركزة وتستخدم لتنظيف الأسطح مثل الأرضيات ومقرات الأبنية.
تعد الأبواغ البكتيرية الأكثر مقاومة للمطهرات، لكن بعض الفطريات والفيروسات والبكتيريا تمتلك أيضًا بعض المقاومة.
في معالجة مياه الصرف الصحي، يمكن تضمين خطوة التطهير بالكلور أو الأشعة فوق البنفسجية أو الأوزون كمعالجة ثلاثية لإزالة العوامل الممرضة من مياه الصرف، إذا كان سيتم تصريفها في النهر أو البحر حيث يوجد احتمال التماس مع الجسم أثناء ممارسة الأنشطة الترفيهية (أوروبا) أو إعادة استخدامها لري ملاعب الغولف (الولايات المتحدة). يُستخدم مصطلح بديل في قطاع الصرف الصحي لتطهير مجاري النفايات وحمأة الصرف الصحي أو الحمأة البرازية، وهو الإصحاح (التعقيم).

## الأنواع

### مطهرات الهواء
مطهرات الهواء هي المواد الكيميائية القادرة على تطهير الهواء من الكائنات الحية الدقيقة المعلقة فيه. من المفترض أن يُحد استخدام المطهرات بشكل عام على الأسطح، لكن هذا ليس هو الحال. في عام 1928، وجدت دراسة أن الكائنات الحية الدقيقة المعلقة في الجو يمكن قتلها باستخدام ضبوبات تحوي مبيض مخفف. يجب بعثرة مطهر الهواء إما كضبوب أو بخار بتركيز كافٍ في الهواء ليسبب انخفاض عدد الكائنات الحية الدقيقة المعدية بشكل كبير.
في الأربعينيات وأوائل الخمسينيات من القرن العشرين، أظهرت دراسات أخرى إمكانية تثبيط مختلف أنواع البكتيريا وفيروس الأنفلونزا وعفن فطور البنيسيليوم كريسوجينوم باستخدام الغليكولات المختلفة، مثل البروبيلين غليكول وثلاثي إيثيلين غليكول. من حيث المبدأ، تعد هذه المواد الكيميائية مطهرات هواء مثالية لأن تملك كل من القدرة الفتاكة العالية تجاه الكائنات الحية الدقيقة والسمية المنخفضة تجاه الثدييات.

### الكحولات
تعد كل من المركبات الكحولية والمركبات الحاوية على مزيج من الكحول وكاتيونات الأمونيوم الرباعية من المعقمات والمطهرات السطحية المثبتة والموافق عليها من قبل وكالة حماية البيئة الأمريكية ومراكز السيطرة على الأمراض والوقاية منها لاستخدامها كمطهرات على مستوى المشافي. يكون الكحول أكثر فعالية عندما يمزج مع الماء المقطر كونه يسهل انتشار الكحول عبر غشاء الخلية؛ يسبب الكحول بتركيز 100% تمسخ بروتينات الغشاء الخارجية فقط. يعد المزيج من الإيثانول أو الإيزوبروبانول 70% الممدد بالماء فعالًا ضد مجموعة واسعة من البكتيريا، رغم الحاجة إلى استخدام تراكيز عالية غالبًا لتطهير الأسطح الرطبة. بالإضافة إلى ذلك، يلزم استخدام مزائج عالية التركيز (مثل إيثانول 80% + إيزوبروبانول 5%) لتثبيط الفيروسات ذات الغلاف الدهني (مثل فيروس العوز المناعي البشري، وفيروس التهاب الكبد ب، وفيروس التهاب الكبد ج).
تتعزز فعالية الكحول عند مزجه في محلوله مع عامل مبلل مثل حمض الدوديكانويك (صابون جوز الهند). يعد التأثير التآزري لمزيج الإيثانول 29.4% مع حمض الدوديكانويك فعالًا ضد مجموعة واسعة من البكتيريا والفطريات والفيروسات. تُجرى المزيد من الاختبارات على تأثير التراكيز الأعلى من الإيثانول وحمض الدوديكانويك ضد أبواغ جراثيم المطثية العسيرة، وأثبتت فعاليتها عند التماس لمدة عشر دقائق.

### الألدهيدات
تملك الألدهيدات، مثل الفورمالدهيد والغلوتارلديهايد، نشاط واسع تجاه الأحياء الدقيقة والممرضة والفطريات. يمكن تعطيل عملها جزئيًا من قبل المواد العضوية وتحتفظ بعد ذلك بنشاط طفيف.
طورت بعض البكتيريا مقاومة تجاه الغلوتارلديهايد، وتبين أن الغلوتارلديهايد قد يسبب الربو وأخطار صحية أخرى، لذلك استُبدل بأورثو فثالالدهيد.

### العوامل المؤكسدة
تعمل العوامل المؤكسدة عبر أكسدة الغشاء الخلوي للكائنات الحية الدقيقة، ما يؤدي إلى فقدان بنيتها ويؤدي إلى تحلل الخلايا وموتها. يعمل عدد كبير من المطهرات بهذه الطريقة. يعد كل من الكلور والأكسجين من المؤكسدات القوية.

## إكثار الاستعمال
أوضحت نتائج دراسة، دامت 20 سنة، أُجريت في جامعة بيركن أن التنظيف المستمر للمنازل يمكن أن يكون له آثار ضارة تعادل التدخين، ووفقَ ما ذكر موقع "biobiochile" فإن منتجات التنظيف الموجودة حاليًّا في الأسواق، يمكن أن تسبب تراجعًا في وظائف الرئتين لدي النساء يعادل تأثيرها تدخين 20 سيجارة يوميًّا، وتسبب تهيج الأغشية المخاطية في الرئتين.